# 24 Hours of Daytona 2021
24 Hours of Daytona 2021 – 59. edycja 24-godzinnego wyścigu samochodowego na torze Daytona International Speedway w miejscowości Daytona Beach na Florydzie, która odbyła się w dniach 30-31 stycznia 2021 roku. Wyścig odbył się w ramach sezonu 2021 serii IMSA SportsCar Championship.

Mapa toru Daytona International Speedway w wersji road course

## Roar Before the 24

### Motul Pole Award 100
Wyścig kwalifikacyjny Motul Pole Award 100 odbył się 24 stycznia i ustalił on kolejność na starcie do wyścigu.
Pogrubienie oznacza zwycięzców klasy.
| Poz.   | Klasa | Nr  | Zespół                              | Kierowcy                                    | Samochód                          | Okrążenia | Czas             |
| Poz.   | Klasa | Nr  | Zespół                              | Kierowcy                                    | Silnik                            | Okrążenia | Czas             |
| ------ | ----- | --- | ----------------------------------- | ------------------------------------------- | --------------------------------- | --------- | ---------------- |
| 1      | DPi   | 31  | Whelen Engineering Racing           | Pipo Derani Felipe Nasr                     | Cadillac DPi-V.R                  | 51        | 1:41:06.688      |
| 1      | DPi   | 31  | Whelen Engineering Racing           | Pipo Derani Felipe Nasr                     | Cadillac 5.5 L V8                 | 51        | 1:41:06.688      |
| 2      | DPi   | 55  | Mazda Motorsports                   | Oliver Jarvis Harry Tincknell               | Mazda RT24-P                      | 51        | +3.664           |
| 2      | DPi   | 55  | Mazda Motorsports                   | Oliver Jarvis Harry Tincknell               | Mazda MZ-2.0T 2.0 L Turbo I4      | 51        | +3.664           |
| 3      | DPi   | 5   | JDC-Mustang Sampling Racing         | Loïc Duval Tristan Vautier                  | Cadillac DPi-V.R                  | 51        | +4.627           |
| 3      | DPi   | 5   | JDC-Mustang Sampling Racing         | Loïc Duval Tristan Vautier                  | Cadillac 5.5 L V8                 | 51        | +4.627           |
| 4      | DPi   | 60  | Meyer Shank Racing w/Curb-Agajanian | Dane Cameron Olivier Pla Juan Pablo Montoya | Acura ARX-05                      | 51        | +6.995           |
| 4      | DPi   | 60  | Meyer Shank Racing w/Curb-Agajanian | Dane Cameron Olivier Pla Juan Pablo Montoya | Acura AR35TT 3.5 L Turbo V6       | 51        | +6.995           |
| 5      | DPi   | 10  | Konica Minolta Acura ARX-05         | Filipe Albuquerque Ricky Taylor             | Acura ARX-05                      | 51        | +8.997           |
| 5      | DPi   | 10  | Konica Minolta Acura ARX-05         | Filipe Albuquerque Ricky Taylor             | Acura AR35TT 3.5 L Turbo V6       | 51        | +8.997           |
| 6      | DPi   | 48  | Ally Cadillac Racing                | Jimmie Johnson Kamui Kobayashi              | Cadillac DPi-V.R                  | 51        | +19.985          |
| 6      | DPi   | 48  | Ally Cadillac Racing                | Jimmie Johnson Kamui Kobayashi              | Cadillac 5.5 L V8                 | 51        | +19.985          |
| 7      | DPi   | 01  | Cadillac Chip Ganassi Racing        | Kevin Magnussen Renger van der Zande        | Cadillac DPi-V.R                  | 51        | +1:14.834        |
| 7      | DPi   | 01  | Cadillac Chip Ganassi Racing        | Kevin Magnussen Renger van der Zande        | Cadillac 5.5 L V8                 | 51        | +1:14.834        |
| 8      | LMP2  | 52  | PR1 Mathiasen Motorsports           | Mikkel Jensen Ben Keating                   | Oreca 07                          | 51        | +1:33.798        |
| 8      | LMP2  | 52  | PR1 Mathiasen Motorsports           | Mikkel Jensen Ben Keating                   | Gibson Technology GK428 4.2 L V8  | 51        | +1:33.798        |
| 9      | LMP2  | 20  | High Class Racing                   | Dennis Andersen Ferdinand von Habsburg      | Oreca 07                          | 50        | +1 okrążenie     |
| 9      | LMP2  | 20  | High Class Racing                   | Dennis Andersen Ferdinand von Habsburg      | Gibson Technology GK428 4.2 L V8  | 50        | +1 okrążenie     |
| 10     | LMP2  | 8   | Tower Motorsport                    | Gabriel Aubry John Farano                   | Oreca 07                          | 50        | +1 okrążenie     |
| 10     | LMP2  | 8   | Tower Motorsport                    | Gabriel Aubry John Farano                   | Gibson Technology GK428 4.2 L V8  | 50        | +1 okrążenie     |
| 11     | LMP2  | 29  | Racing Team Nederland               | Frits van Eerd Giedo van der Garde          | Oreca 07                          | 50        | +1 okrążenie     |
| 11     | LMP2  | 29  | Racing Team Nederland               | Frits van Eerd Giedo van der Garde          | Gibson Technology GK428 4.2 L V8  | 50        | +1 okrążenie     |
| 12     | LMP2  | 81  | DragonSpeed USA LLC                 | Garett Grist Rob Hodes                      | Oreca 07                          | 50        | +1 okrążenie     |
| 12     | LMP2  | 81  | DragonSpeed USA LLC                 | Garett Grist Rob Hodes                      | Gibson Technology GK428 4.2 L V8  | 50        | +1 okrążenie     |
| 13     | LMP2  | 47  | Cetilar Racing                      | Antonio Fuoco Roberto Lacorte               | Dallara P217                      | 50        | +1 okrążenie     |
| 13     | LMP2  | 47  | Cetilar Racing                      | Antonio Fuoco Roberto Lacorte               | Gibson Technology GK428 4.2 L V8  | 50        | +1 okrążenie     |
| 14     | LMP2  | 18  | Era Motorsport                      | Paul-Loup Chatin Dwight Merriman            | Oreca 07                          | 49        | +2 okrążenia     |
| 14     | LMP2  | 18  | Era Motorsport                      | Paul-Loup Chatin Dwight Merriman            | Gibson Technology GK428 4.2 L V8  | 49        | +2 okrążenia     |
| 15     | LMP2  | 51  | RWR-Eurasia                         | Cody Ware Salih Yoluç                       | Ligier JS P217                    | 49        | +2 okrążenia     |
| 15     | LMP2  | 51  | RWR-Eurasia                         | Cody Ware Salih Yoluç                       | Gibson Technology GK428 4.2 L V8  | 49        | +2 okrążenia     |
| 16     | GTLM  | 4   | Corvette Racing                     | Alexander Sims Nick Tandy                   | Chevrolet Corvette C8.R           | 49        | +2 okrążenia     |
| 16     | GTLM  | 4   | Corvette Racing                     | Alexander Sims Nick Tandy                   | Chevrolet 5.5 L V8                | 49        | +2 okrążenia     |
| 17     | GTLM  | 3   | Corvette Racing                     | Nicky Catsburg Jordan Taylor                | Chevrolet Corvette C8.R           | 49        | +2 okrążenia     |
| 17     | GTLM  | 3   | Corvette Racing                     | Nicky Catsburg Jordan Taylor                | Chevrolet 5.5 L V8                | 49        | +2 okrążenia     |
| 18     | GTLM  | 79  | WeatherTech Racing                  | Kévin Estre Cooper MacNeil                  | Porsche 911 RSR-19                | 49        | +2 okrążenia     |
| 18     | GTLM  | 79  | WeatherTech Racing                  | Kévin Estre Cooper MacNeil                  | Porsche 4.2 L Flat-6              | 49        | +2 okrążenia     |
| 19     | LMP2  | 82  | DragonSpeed USA LLC                 | Devlin DeFrancesco Eric Lux                 | Oreca 07                          | 48        | +3 okrążenia     |
| 19     | LMP2  | 82  | DragonSpeed USA LLC                 | Devlin DeFrancesco Eric Lux                 | Gibson Technology GK428 4.2 L V8  | 48        | +3 okrążenia     |
| 20     | LMP2  | 11  | WIN Autosport                       | Tristan Nunez Steven Thomas                 | Oreca 07                          | 48        | +3 okrążenia     |
| 20     | LMP2  | 11  | WIN Autosport                       | Tristan Nunez Steven Thomas                 | Gibson Technology GK428 4.2 L V8  | 48        | +3 okrążenia     |
| 21     | GTLM  | 62  | Risi Competizione                   | James Calado Alessandro Pier Guidi          | Ferrari 488 GTE                   | 48        | +3 okrążenia     |
| 21     | GTLM  | 62  | Risi Competizione                   | James Calado Alessandro Pier Guidi          | Ferrari F154CB 3.9 L Turbo V8     | 48        | +3 okrążenia     |
| 22     | GTD   | 96  | Turner Motorsport                   | Bill Auberlen Robby Foley                   | BMW M6 GT3                        | 48        | +3 okrążenia     |
| 22     | GTD   | 96  | Turner Motorsport                   | Bill Auberlen Robby Foley                   | BMW 4.4 L Turbo V8                | 48        | +3 okrążenia     |
| 23     | GTD   | 9   | Pfaff Motorsports                   | Zach Robichon Laurens Vanthoor              | Porsche 911 GT3 R                 | 48        | +3 okrążenia     |
| 23     | GTD   | 9   | Pfaff Motorsports                   | Zach Robichon Laurens Vanthoor              | Porsche 4.0 L Flat-6              | 48        | +3 okrążenia     |
| 24     | GTD   | 111 | GRT Grasser Racing Team             | Mirko Bortolotti Rolf Ineichen              | Lamborghini Huracán GT3           | 48        | +3 okrążenia     |
| 24     | GTD   | 111 | GRT Grasser Racing Team             | Mirko Bortolotti Rolf Ineichen              | Lamborghini 5.2 L V10             | 48        | +3 okrążenia     |
| 25     | GTLM  | 25  | BMW Team RLL                        | Philipp Eng Timo Glock                      | BMW M8 GTE                        | 48        | +3 okrążenia     |
| 25     | GTLM  | 25  | BMW Team RLL                        | Philipp Eng Timo Glock                      | BMW S63 4.0 L Turbo V8            | 48        | +3 okrążenia     |
| 26     | GTD   | 14  | Vasser Sullivan                     | Oliver Gavin Aaron Telitz                   | Lexus RC F GT3                    | 48        | +3 okrążenia     |
| 26     | GTD   | 14  | Vasser Sullivan                     | Oliver Gavin Aaron Telitz                   | Lexus 5.4 L V8                    | 48        | +3 okrążenia     |
| 27     | LMP3  | 6   | Mühlner Motorsports America         | Laurents Hörr Moritz Kranz                  | Duqueine D-08                     | 48        | +3 okrążenia     |
| 27     | LMP3  | 6   | Mühlner Motorsports America         | Laurents Hörr Moritz Kranz                  | Nissan VK56DE 5.6L V8             | 48        | +3 okrążenia     |
| 28     | GTD   | 57  | Winward Racing                      | Philip Ellis Russell Ward                   | Mercedes-AMG GT3                  | 48        | +3 okrążenia     |
| 28     | GTD   | 57  | Winward Racing                      | Philip Ellis Russell Ward                   | Mercedes-AMG M159 6.2 L V8        | 48        | +3 okrążenia     |
| 29     | GTD   | 23  | Heart of Racing Team                | Roman De Angelis Ian James                  | Aston Martin Vantage GT3          | 47        | +4 okrążenia     |
| 29     | GTD   | 23  | Heart of Racing Team                | Roman De Angelis Ian James                  | Aston Martin 4.0 L Turbo V8       | 47        | +4 okrążenia     |
| 30     | LMP3  | 7   | Forty7 Motorsports                  | Mark Kvamme Ryan Norman                     | Duqueine D-08                     | 47        | +4 okrążenia     |
| 30     | LMP3  | 7   | Forty7 Motorsports                  | Mark Kvamme Ryan Norman                     | Nissan VK56DE 5.6L V8             | 47        | +4 okrążenia     |
| 31     | GTLM  | 24  | BMW Team RLL                        | Augusto Farfus Marco Wittmann               | BMW M8 GTE                        | 47        | +4 okrążenia     |
| 31     | GTLM  | 24  | BMW Team RLL                        | Augusto Farfus Marco Wittmann               | BMW S63 4.0 L Turbo V8            | 47        | +4 okrążenia     |
| 32     | LMP3  | 54  | CORE Autosport                      | Jon Bennett George Kurtz                    | Ligier JS P320                    | 47        | +4 okrążenia     |
| 32     | LMP3  | 54  | CORE Autosport                      | Jon Bennett George Kurtz                    | Nissan VK56DE 5.6L V8             | 47        | +4 okrążenia     |
| 33     | GTD   | 63  | Scuderia Corsa                      | Bret Curtis Ed Jones                        | Ferrari 488 GT3                   | 47        | +4 okrążenia     |
| 33     | GTD   | 63  | Scuderia Corsa                      | Bret Curtis Ed Jones                        | Ferrari F154CB 3.9 L Turbo V8     | 47        | +4 okrążenia     |
| 34     | GTD   | 16  | Wright Motorsports                  | Ryan Hardwick Patrick Long                  | Porsche 911 GT3 R                 | 47        | +4 okrążenia     |
| 34     | GTD   | 16  | Wright Motorsports                  | Ryan Hardwick Patrick Long                  | Porsche 4.0 L Flat-6              | 47        | +4 okrążenia     |
| 35     | GTD   | 12  | Vasser Sullivan                     | Robert Megennis Zach Veach                  | Lexus RC F GT3                    | 46        | +5 okrążeń       |
| 35     | GTD   | 12  | Vasser Sullivan                     | Robert Megennis Zach Veach                  | Lexus 5.4 L V8                    | 46        | +5 okrążeń       |
| 36     | GTD   | 75  | SunEnergy1                          | Kenny Habul Raffaele Marciello              | Mercedes-AMG GT3                  | 46        | +5 okrążeń       |
| 36     | GTD   | 75  | SunEnergy1                          | Kenny Habul Raffaele Marciello              | Mercedes-AMG M159 6.2 L V8        | 46        | +5 okrążeń       |
| 37     | GTD   | 44  | Magnus with Archangel               | Andy Lally John Potter                      | Acura NSX GT3                     | 45        | +6 okrążeń       |
| 37     | GTD   | 44  | Magnus with Archangel               | Andy Lally John Potter                      | Acura 3.5 L Turbo V6              | 45        | +6 okrążeń       |
| 38     | GTD   | 97  | TF Sport                            | Charlie Eastwood Max Root                   | Aston Martin Vantage GT3          | 45        | +6 okrążeń       |
| 38     | GTD   | 97  | TF Sport                            | Charlie Eastwood Max Root                   | Aston Martin 4.0 L Turbo V8       | 45        | +6 okrążeń       |
| 39     | GTD   | 88  | Team Hardpoint EBM                  | Earl Bamber Christina Nielsen               | Porsche 911 GT3 R                 | 45        | +6 okrążeń       |
| 39     | GTD   | 88  | Team Hardpoint EBM                  | Earl Bamber Christina Nielsen               | Porsche 4.0 L Flat-6              | 45        | +6 okrążeń       |
| 40     | GTD   | 28  | Alegra Motorsports                  | Daniel Morad Michael de Quesada             | Mercedes-AMG GT3                  | 45        | +6 okrążeń       |
| 40     | GTD   | 28  | Alegra Motorsports                  | Daniel Morad Michael de Quesada             | Mercedes-AMG M159 6.2 L V8        | 45        | +6 okrążeń       |
| 41     | GTD   | 21  | AF Corse                            | Simon Mann Nicklas Nielsen                  | Ferrari 488 GT3                   | 44        | +7 okrążeń       |
| 41     | GTD   | 21  | AF Corse                            | Simon Mann Nicklas Nielsen                  | Ferrari F154CB 3.9 L Turbo V8     | 44        | +7 okrążeń       |
| 42 NU  | LMP3  | 33  | Sean Creech Motorsport              | João Barbosa Lance Willsey                  | Ligier JS P320                    | 30        | Nie ukończyli    |
| 42 NU  | LMP3  | 33  | Sean Creech Motorsport              | João Barbosa Lance Willsey                  | Nissan VK56DE 5.6L V8             | 30        | Nie ukończyli    |
| 43 NU  | GTD   | 42  | NTE Sport                           | Andrew Davis Alan Metni                     | Audi R8 LMS GT3                   | 18        | Nie ukończyli    |
| 43 NU  | GTD   | 42  | NTE Sport                           | Andrew Davis Alan Metni                     | Audi 5.2 L V10 Nie ukończyli\|V10 | 18        | Nie ukończyli    |
| 44 NU  | LMP3  | 38  | Performance Tech Motorsports        | Cameron Cassels Rasmus Lindh                | Ligier JS P320                    | 13        | Nie ukończyli    |
| 44 NU  | LMP3  | 38  | Performance Tech Motorsports        | Cameron Cassels Rasmus Lindh                | Nissan VK56DE 5.6L V8             | 13        | Nie ukończyli    |
| 45 NU  | LMP3  | 91  | Riley Motorsports                   | Jim Cox Dylan Murry                         | Ligier JS P320                    | 8         | Nie ukończyli    |
| 45 NU  | LMP3  | 91  | Riley Motorsports                   | Jim Cox Dylan Murry                         | Nissan VK56DE 5.6L V8             | 8         | Nie ukończyli    |
| 46 NU  | GTD   | 1   | Paul Miller Racing                  | Madison Snow Bryan Sellers                  | Lamborghini Huracán GT3           | 2         | Nie ukończyli    |
| 46 NU  | GTD   | 1   | Paul Miller Racing                  | Madison Snow Bryan Sellers                  | Lamborghini 5.2 L V10             | 2         | Nie ukończyli    |
| 47     | GTD   | 19  | GRT Grasser Racing Team             | Misha Goikhberg Franck Perera               | Lamborghini Huracán GT3           | 48        | +3 okrążenia     |
| 47     | GTD   | 19  | GRT Grasser Racing Team             | Misha Goikhberg Franck Perera               | Lamborghini 5.2 L V10             | 48        | +3 okrążenia     |
| NW     | LMP3  | 74  | Riley Motorsports                   | Spencer Pigot Gar Robinson                  | Ligier JS P320                    | 0         | Nie wystartowali |
| NW     | LMP3  | 74  | Riley Motorsports                   | Spencer Pigot Gar Robinson                  | Nissan VK56DE 5.6L V8             | 0         | Nie wystartowali |
| NW     | GTD   | 64  | Team TGM                            | Ted Giovanis Owen Trinkler                  | Porsche 911 GT3 R                 | 0         | Nie wystartowali |
| NW     | GTD   | 64  | Team TGM                            | Ted Giovanis Owen Trinkler                  | Porsche 4.0 L Flat-6              | 0         | Nie wystartowali |
| Źródło |       |     |                                     |                                             |                                   |           |                  |

## Wyścig

### Wyniki
Pogrubienie oznacza zwycięzców klas
| Poz.   | Klasa | Nr  | Zespół                                       | Kierowcy                                                              | Samochód                      | Okrążenia | Czas          |
| Poz.   | Klasa | Nr  | Zespół                                       | Kierowcy                                                              | Silnik                        | Okrążenia | Czas          |
| ------ | ----- | --- | -------------------------------------------- | --------------------------------------------------------------------- | ----------------------------- | --------- | ------------- |
| 1      | DPi   | 10  | Konica Minolta Acura ARX-05                  | Filipe Albuquerque Hélio Castroneves Alexander Rossi Ricky Taylor     | Acura ARX-05                  | 807       | 24:00:14.673  |
| 1      | DPi   | 10  | Konica Minolta Acura ARX-05                  | Filipe Albuquerque Hélio Castroneves Alexander Rossi Ricky Taylor     | Acura AR35TT 3.5 L Turbo V6   | 807       | 24:00:14.673  |
| 2      | DPi   | 48  | Ally Cadillac Racing                         | Jimmie Johnson Kamui Kobayashi Simon Pagenaud Mike Rockenfeller       | Cadillac DPi-V.R              | 807       | +4.704        |
| 2      | DPi   | 48  | Ally Cadillac Racing                         | Jimmie Johnson Kamui Kobayashi Simon Pagenaud Mike Rockenfeller       | Cadillac 5.5 L V8             | 807       | +4.704        |
| 3      | DPi   | 55  | Mazda Motorsports                            | Jonathan Bomarito Oliver Jarvis Harry Tincknell                       | Mazda RT24-P                  | 807       | +6.562        |
| 3      | DPi   | 55  | Mazda Motorsports                            | Jonathan Bomarito Oliver Jarvis Harry Tincknell                       | Mazda MZ-2.0T 2.0 L Turbo I4  | 807       | +6.562        |
| 4      | DPi   | 60  | Meyer Shank Racing w/ Curb-Agajanian         | A.J. Allmendinger Dane Cameron Juan Pablo Montoya Olivier Pla         | Acura ARX-05                  | 807       | +54.418       |
| 4      | DPi   | 60  | Meyer Shank Racing w/ Curb-Agajanian         | A.J. Allmendinger Dane Cameron Juan Pablo Montoya Olivier Pla         | Acura AR35TT 3.5 L Turbo V6   | 807       | +54.418       |
| 5      | DPi   | 01  | Cadillac Chip Ganassi Racing                 | Scott Dixon Kevin Magnussen Renger van der Zande                      | Cadillac DPi-V.R              | 807       | +1:07.744     |
| 5      | DPi   | 01  | Cadillac Chip Ganassi Racing                 | Scott Dixon Kevin Magnussen Renger van der Zande                      | Cadillac 5.5 L V8             | 807       | +1:07.744     |
| 6      | LMP2  | 18  | Era Motorsport                               | Paul-Loup Chatin Ryan Dalziel Dwight Merriman Kyle Tilley             | Oreca 07                      | 787       | +20 okrążeń   |
| 6      | LMP2  | 18  | Era Motorsport                               | Paul-Loup Chatin Ryan Dalziel Dwight Merriman Kyle Tilley             | Gibson Technology GK428 V8    | 787       | +20 okrążeń   |
| 7      | LMP2  | 8   | Tower Motorsports by Starworks               | Gabriel Aubry Timothé Buret John Farano Matthieu Vaxivière            | Oreca 07                      | 787       | +20 okrążeń   |
| 7      | LMP2  | 8   | Tower Motorsports by Starworks               | Gabriel Aubry Timothé Buret John Farano Matthieu Vaxivière            | Gibson Technology GK428 V8    | 787       | +20 okrążeń   |
| 8      | DPi   | 31  | Whelen Nie ukończyliering Racing             | Mike Conway Pipo Derani Chase Elliott Felipe Nasr                     | Cadillac DPi-V.R              | 783       | +24 okrążenia |
| 8      | DPi   | 31  | Whelen Nie ukończyliering Racing             | Mike Conway Pipo Derani Chase Elliott Felipe Nasr                     | Cadillac 5.5 L V8             | 783       | +24 okrążenia |
| 9      | LMP2  | 82  | DragonSpeed USA LLC                          | Devlin DeFrancesco Eric Lux Christopher Mies Fabian Schiller          | Oreca 07                      | 783       | +24 okrążenia |
| 9      | LMP2  | 82  | DragonSpeed USA LLC                          | Devlin DeFrancesco Eric Lux Christopher Mies Fabian Schiller          | Gibson Technology GK428 V8    | 783       | +24 okrążenia |
| 10     | LMP2  | 51  | RWR-Eurasia                                  | Austin Dillon Sven Müller Cody Ware Salih Yoluç                       | Ligier JS P217                | 778       | +29 okrążeń   |
| 10     | LMP2  | 51  | RWR-Eurasia                                  | Austin Dillon Sven Müller Cody Ware Salih Yoluç                       | Gibson Technology GK428 V8    | 778       | +29 okrążeń   |
| 11     | GTLM  | 3   | Corvette Racing                              | Nicky Catsburg Antonio García Jordan Taylor                           | Chevrolet Corvette C8.R       | 770       | +37 okrążeń   |
| 11     | GTLM  | 3   | Corvette Racing                              | Nicky Catsburg Antonio García Jordan Taylor                           | Chevrolet 5.5 L V8            | 770       | +37 okrążeń   |
| 12     | GTLM  | 4   | Corvette Racing                              | Tommy Milner Alexander Sims Nick Tandy                                | Chevrolet Corvette C8.R       | 770       | +37 okrążeń   |
| 12     | GTLM  | 4   | Corvette Racing                              | Tommy Milner Alexander Sims Nick Tandy                                | Chevrolet 5.5 L V8            | 770       | +37 okrążeń   |
| 13     | GTLM  | 24  | BMW Team RLL                                 | John Edwards Augusto Farfus Jesse Krohn Marco Wittmann                | BMW M8 GTE                    | 769       | +38 okrążeń   |
| 13     | GTLM  | 24  | BMW Team RLL                                 | John Edwards Augusto Farfus Jesse Krohn Marco Wittmann                | BMW S63 4.0 L Turbo V8        | 769       | +38 okrążeń   |
| 14     | GTLM  | 62  | Risi Competizione                            | James Calado Jules Gounon Alessandro Pier Guidi Davide Rigon          | Ferrari 488 GTE               | 769       | +38 okrążeń   |
| 14     | GTLM  | 62  | Risi Competizione                            | James Calado Jules Gounon Alessandro Pier Guidi Davide Rigon          | Ferrari F154CB 3.9 L Turbo V8 | 769       | +38 okrążeń   |
| 15     | GTLM  | 25  | BMW Team RLL                                 | Philipp Eng Timo Glock Connor De Phillippi Bruno Spengler             | BMW M8 GTE                    | 768       | +39 okrążeń   |
| 15     | GTLM  | 25  | BMW Team RLL                                 | Philipp Eng Timo Glock Connor De Phillippi Bruno Spengler             | BMW S63 4.0 L Turbo V8        | 768       | +39 okrążeń   |
| 16     | LMP2  | 11  | WIN Autosport                                | Matthew Bell Thomas Merrill Tristan Nunez Steven Thomas               | Oreca 07                      | 764       | +43 okrążenia |
| 16     | LMP2  | 11  | WIN Autosport                                | Matthew Bell Thomas Merrill Tristan Nunez Steven Thomas               | Gibson Technology GK428 V8    | 764       | +43 okrążenia |
| 17     | GTLM  | 79  | WeatherTech Racing                           | Gianmaria Bruni Kévin Estre Richard Lietz Cooper MacNeil              | Porsche 911 RSR-19            | 760       | +47 okrążeń   |
| 17     | GTLM  | 79  | WeatherTech Racing                           | Gianmaria Bruni Kévin Estre Richard Lietz Cooper MacNeil              | Porsche 4.2 L Flat-6          | 760       | +47 okrążeń   |
| 18     | LMP3  | 74  | Riley Motorsports                            | Scott Andrews Oliver Askew Spencer Pigot Gar Robinson                 | Ligier JS P320                | 757       | +50 okrążeń   |
| 18     | LMP3  | 74  | Riley Motorsports                            | Scott Andrews Oliver Askew Spencer Pigot Gar Robinson                 | Nissan VK56DE 5.6 L V8        | 757       | +50 okrążeń   |
| 19     | LMP3  | 33  | Sean Creech Motorsport                       | João Barbosa Wayne Boyd Yann Clairay Lance Willsey                    | Ligier JS P320                | 754       | +53 okrążenia |
| 19     | LMP3  | 33  | Sean Creech Motorsport                       | João Barbosa Wayne Boyd Yann Clairay Lance Willsey                    | Nissan VK56DE 5.6 L V8        | 754       | +53 okrążenia |
| 20     | LMP3  | 6   | Mühlner Motorsport America                   | Laurents Hörr Kenton Koch Mortiz Kranz Stevan McAleer                 | Duqueine M30 - D08            | 750       | +57 okrążeń   |
| 20     | LMP3  | 6   | Mühlner Motorsport America                   | Laurents Hörr Kenton Koch Mortiz Kranz Stevan McAleer                 | Nissan VK56DE 5.6 L V8        | 750       | +57 okrążeń   |
| 21     | LMP3  | 91  | Riley Motorsports                            | Jeroen Bleekemolen Jim Cox Austin McCusker Dylan Murry                | Ligier JS P320                | 746       | +61 okrążeń   |
| 21     | LMP3  | 91  | Riley Motorsports                            | Jeroen Bleekemolen Jim Cox Austin McCusker Dylan Murry                | Nissan VK56DE 5.6 L V8        | 746       | +61 okrążeń   |
| 22     | GTD   | 57  | HTP Winward Racing                           | Indy Dontje Philip Ellis Maro Engel Russell Ward                      | Mercedes-AMG GT3 Evo          | 745       | +62 okrążenia |
| 22     | GTD   | 57  | HTP Winward Racing                           | Indy Dontje Philip Ellis Maro Engel Russell Ward                      | Mercedes-AMG M159 6.2 L V8    | 745       | +62 okrążenia |
| 23     | GTD   | 75  | SunEnergy1 Racing                            | Mikaël Grenier Kenny Habul Raffaele Marciello Luca Stolz              | Mercedes-AMG GT3 Evo          | 745       | +62 okrążenia |
| 23     | GTD   | 75  | SunEnergy1 Racing                            | Mikaël Grenier Kenny Habul Raffaele Marciello Luca Stolz              | Mercedes-AMG M159 6.2 L V8    | 745       | +62 okrążenia |
| 24     | GTD   | 1   | Paul Miller Racing                           | Andrea Caldarelli Corey Lewis Bryan Sellers Madison Snow              | Lamborghini Huracán GT3 Evo   | 745       | +62 okrążenia |
| 24     | GTD   | 1   | Paul Miller Racing                           | Andrea Caldarelli Corey Lewis Bryan Sellers Madison Snow              | Lamborghini 5.2 L V10         | 745       | +62 okrążenia |
| 25     | GTD   | 16  | Wright Motorsports                           | Klaus Bachler Jan Heylen Trent Hindman Patrick Long                   | Porsche 911 GT3 R             | 745       | +62 okrążenia |
| 25     | GTD   | 16  | Wright Motorsports                           | Klaus Bachler Jan Heylen Trent Hindman Patrick Long                   | Porsche 4.0 L Flat-6          | 745       | +62 okrążenia |
| 26     | GTD   | 23  | Heart of Racing Team                         | Roman De Angelis Ross Gunn Ian James Darren Turner                    | Aston Martin Vantage AMR GT3  | 745       | +62 okrążenia |
| 26     | GTD   | 23  | Heart of Racing Team                         | Roman De Angelis Ross Gunn Ian James Darren Turner                    | Aston Martin 4.0 L Turbo V8   | 745       | +62 okrążenia |
| 27     | GTD   | 96  | Turner Motorsport                            | Bill Auberlen Robby Foley Colton Herta Aidan Read                     | BMW M6 GT3                    | 744       | +63 okrążenia |
| 27     | GTD   | 96  | Turner Motorsport                            | Bill Auberlen Robby Foley Colton Herta Aidan Read                     | BMW 4.4 L Turbo V8            | 744       | +63 okrążenia |
| 28     | GTD   | 97  | TF Sport                                     | Charlie Eastwood Ben Keating Max Root Richard Westbrook               | Aston Martin Vantage AMR GT3  | 744       | +63 okrążenia |
| 28     | GTD   | 97  | TF Sport                                     | Charlie Eastwood Ben Keating Max Root Richard Westbrook               | Aston Martin 4.0 L Turbo V8   | 744       | +63 okrążenia |
| 29     | GTD   | 21  | AF Corse                                     | Matteo Cressoni Simon Mann Nicklas Nielsen Daniel Serra               | Ferrari 488 GT3 Evo 2020      | 743       | +64 okrążenia |
| 29     | GTD   | 21  | AF Corse                                     | Matteo Cressoni Simon Mann Nicklas Nielsen Daniel Serra               | Ferrari F154CB 3.9 L Turbo V8 | 743       | +64 okrążenia |
| 30     | GTD   | 28  | Alegra Motorsports                           | Maximilian Buhk Billy Johnson Daniel Morad Mike Skeen                 | Mercedes-AMG GT3 Evo          | 741       | +66 okrążeń   |
| 30     | GTD   | 28  | Alegra Motorsports                           | Maximilian Buhk Billy Johnson Daniel Morad Mike Skeen                 | Mercedes-AMG M159 6.2 L V8    | 741       | +66 okrążeń   |
| 31     | LMP3  | 54  | CORE Autosport                               | Jon Bennett Colin Braun George Kurtz Matt McMurry                     | Ligier JS P320                | 737       | +70 okrążeń   |
| 31     | LMP3  | 54  | CORE Autosport                               | Jon Bennett Colin Braun George Kurtz Matt McMurry                     | Nissan VK56DE 5.6 L V8        | 737       | +70 okrążeń   |
| 32     | GTD   | 88  | Team Hardpoint EBM                           | Earl Bamber Rob Ferriol Katherine Legge Christina Nielsen             | Porsche 911 GT3 R             | 737       | +70 okrążeń   |
| 32     | GTD   | 88  | Team Hardpoint EBM                           | Earl Bamber Rob Ferriol Katherine Legge Christina Nielsen             | Porsche 4.0 L Flat-6          | 737       | +70 okrążeń   |
| 33     | GTD   | 44  | Magnus Racing with Archangel Motorsports     | Mario Farnbacher Andy Lally John Potter Spencer Pumpelly              | Acura NSX GT3 Evo             | 736       | +71 okrążeń   |
| 33     | GTD   | 44  | Magnus Racing with Archangel Motorsports     | Mario Farnbacher Andy Lally John Potter Spencer Pumpelly              | Acura 3.5 L Turbo V6          | 736       | +71 okrążeń   |
| 34 NU  | DPi   | 5   | JDC-Mustang Sampling Racing                  | Sébastien Bourdais Loïc Duval Tristan Vautier                         | Cadillac DPi-V.R              | 723       | Nie ukończyli |
| 34 NU  | DPi   | 5   | JDC-Mustang Sampling Racing                  | Sébastien Bourdais Loïc Duval Tristan Vautier                         | Cadillac 5.5 L V8             | 723       | Nie ukończyli |
| 35     | LMP2  | 47  | Cetilar Racing                               | Andrea Belicchi Antonio Fuoco Roberto Lacorte Giorgio Sernagiotto     | Dallara P217                  | 710       | +97 okrążeń   |
| 35     | LMP2  | 47  | Cetilar Racing                               | Andrea Belicchi Antonio Fuoco Roberto Lacorte Giorgio Sernagiotto     | Gibson Technology GK428 V8    | 710       | +97 okrążeń   |
| 36     | GTD   | 9   | Pfaff Motorsports                            | Matt Campbell Lars Kern Zacharie Robichon Laurens Vanthoor            | Porsche 911 GT3 R             | 702       | +105 okrążeń  |
| 36     | GTD   | 9   | Pfaff Motorsports                            | Matt Campbell Lars Kern Zacharie Robichon Laurens Vanthoor            | Porsche 4.0 L Flat-6          | 702       | +105 okrążeń  |
| 37     | LMP3  | 38  | Performance Tech Motorsports                 | Cameron Cassels Rasmus Lindh Mateo Llarena Ayrton Ori                 | Ligier JS P320                | 687       | +120 okrążeń  |
| 37     | LMP3  | 38  | Performance Tech Motorsports                 | Cameron Cassels Rasmus Lindh Mateo Llarena Ayrton Ori                 | Nissan VK56DE 5.6 L V8        | 687       | +120 okrążeń  |
| 38     | GTD   | 12  | Vasser Sullivan Racing                       | Townsend Bell Robert Megennis Frankie Montecalvo Zach Veach           | Lexus RC F GT3                | 681       | +126 okrążeń  |
| 38     | GTD   | 12  | Vasser Sullivan Racing                       | Townsend Bell Robert Megennis Frankie Montecalvo Zach Veach           | Lexus 5.4 L V8                | 681       | +126 okrążeń  |
| 39 NU  | GTD   | 63  | Scuderia Corsa                               | Ryan Briscoe Bret Curtis Marcos Gomes Ed Jones                        | Ferrari 488 GT3 Evo 2020      | 676       | Nie ukończyli |
| 39 NU  | GTD   | 63  | Scuderia Corsa                               | Ryan Briscoe Bret Curtis Marcos Gomes Ed Jones                        | Ferrari F154CB 3.9 L Turbo V8 | 676       | Nie ukończyli |
| 40 NU  | GTD   | 42  | NTE Sport                                    | Andrew Davis J. R. Hildebrand Alan Metni Don Yount                    | Audi R8 LMS Evo               | 665       | Nie ukończyli |
| 40 NU  | GTD   | 42  | NTE Sport                                    | Andrew Davis J. R. Hildebrand Alan Metni Don Yount                    | Audi 5.2 L V10                | 665       | Nie ukończyli |
| 41 NU  | LMP2  | 52  | PR1/Mathiasen Motorsports                    | Scott Huffaker Mikkel Jensen Ben Keating Nicolas Lapierre             | Oreca 07                      | 664       | Nie ukończyli |
| 41 NU  | LMP2  | 52  | PR1/Mathiasen Motorsports                    | Scott Huffaker Mikkel Jensen Ben Keating Nicolas Lapierre             | Gibson Technology GK428 V8    | 664       | Nie ukończyli |
| 42 NU  | GTD   | 14  | Vasser Sullivan Racing                       | Oliver Gavin Jack Hawksworth Kyle Kirkwood Aaron Telitz               | Lexus RC F GT3                | 641       | Nie ukończyli |
| 42 NU  | GTD   | 14  | Vasser Sullivan Racing                       | Oliver Gavin Jack Hawksworth Kyle Kirkwood Aaron Telitz               | Lexus 5.4 L V8                | 641       | Nie ukończyli |
| 43 NU  | GTD   | 64  | Team TGM                                     | Ted Giovanis Hugh Plumb Matt Plumb Owen Trinkler                      | Porsche 911 GT3 R             | 515       | Nie ukończyli |
| 43 NU  | GTD   | 64  | Team TGM                                     | Ted Giovanis Hugh Plumb Matt Plumb Owen Trinkler                      | Porsche 4.0 L Flat-6          | 515       | Nie ukończyli |
| 44 NU  | LMP3  | 7   | Forty7 Motorsports                           | Gabby Chaves Trenton Estep Mark Kvamme Ryan Norman                    | Duqueine M30 - D-08           | 413       | Nie ukończyli |
| 44 NU  | LMP3  | 7   | Forty7 Motorsports                           | Gabby Chaves Trenton Estep Mark Kvamme Ryan Norman                    | Nissan VK56DE 5.6 L V8        | 413       | Nie ukończyli |
| 45 NU  | GTD   | 111 | GRT Grasser Racing Team                      | Mirko Bortolotti Rolf Ineichen Marco Mapelli Steijn Schothorst        | Lamborghini Huracán GT3 Evo   | 347       | Nie ukończyli |
| 45 NU  | GTD   | 111 | GRT Grasser Racing Team                      | Mirko Bortolotti Rolf Ineichen Marco Mapelli Steijn Schothorst        | Lamborghini 5.2 L V10         | 347       | Nie ukończyli |
| 46 NU  | GTD   | 19  | Grasser Racing Team\|GRT Grasser Racing Team | Albert Costa Misha Goikhberg Franck Perera Tim Zimmermann             | Lamborghini Huracán GT3 Evo   | 195       | Nie ukończyli |
| 46 NU  | GTD   | 19  | Grasser Racing Team\|GRT Grasser Racing Team | Albert Costa Misha Goikhberg Franck Perera Tim Zimmermann             | Lamborghini 5.2 L V10         | 195       | Nie ukończyli |
| 47 NU  | LMP2  | 29  | Racing Team Nederland                        | Frits van Eerd Giedo van der Garde Charles Milesi Job van Uitert      | Oreca 07                      | 64        | Nie ukończyli |
| 47 NU  | LMP2  | 29  | Racing Team Nederland                        | Frits van Eerd Giedo van der Garde Charles Milesi Job van Uitert      | Gibson Technology GK428 V8    | 64        | Nie ukończyli |
| 48 NU  | LMP2  | 20  | High Class Racing                            | Dennis Andersen Anders Fjordbach Ferdinand von Habsburg Robert Kubica | Oreca 07                      | 56        | Nie ukończyli |
| 48 NU  | LMP2  | 20  | High Class Racing                            | Dennis Andersen Anders Fjordbach Ferdinand von Habsburg Robert Kubica | Gibson Technology GK428 V8    | 56        | Nie ukończyli |
| 49 NU  | LMP2  | 81  | DragonSpeed USA LLC                          | Garett Grist Ben Hanley Rob Hodes Rinus VeeKay                        | Oreca 07                      | 53        | Nie ukończyli |
| 49 NU  | LMP2  | 81  | DragonSpeed USA LLC                          | Garett Grist Ben Hanley Rob Hodes Rinus VeeKay                        | Gibson Technology GK428 V8    | 53        | Nie ukończyli |
| Źródło |       |     |                                              |                                                                       |                               |           |               |